# Anky van Grunsven
Anky van Grunsven (n. 2 ianuarie 1968, Erp⁠(d), Brabantul de Nord, Țările de Jos) este o sportivă neerlandeză, medaliată olimpică. A participat la 7 ediții ale Jocurilor Olimpice (1988, 1992, 1996, 2000, 2004, 2008, 2012) în care a câștigat 3 medalii de aur, 4 medalii de argint și o medalie de bronz.